# Erg (désert)
Ne doit pas être confondu avec Reg.
Pour les articles homonymes, voir Erg.

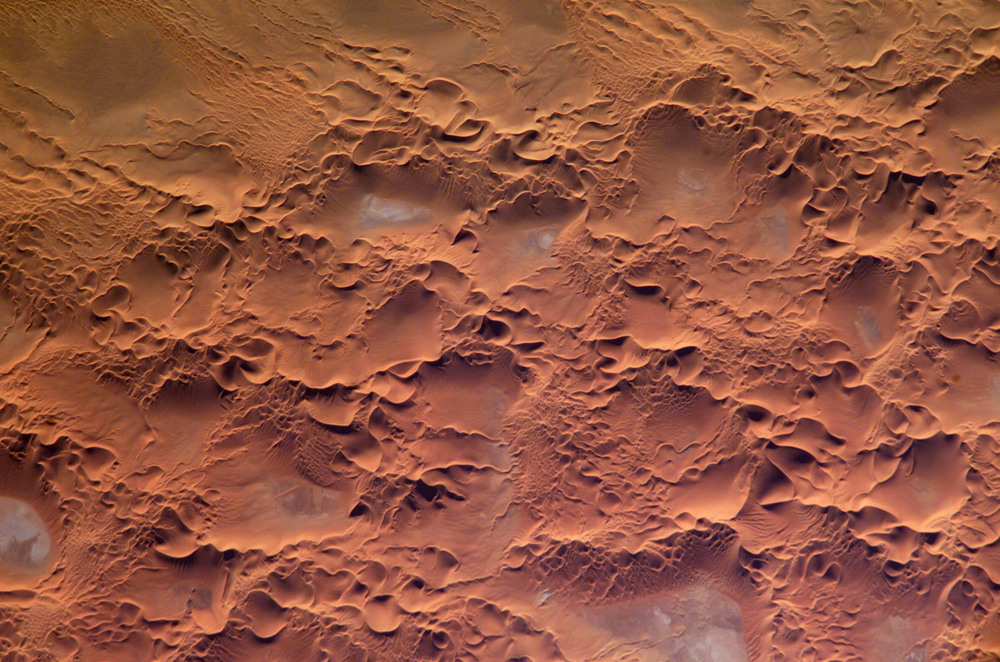
Erg Issaouane (Algérie), photo d'astronaute.

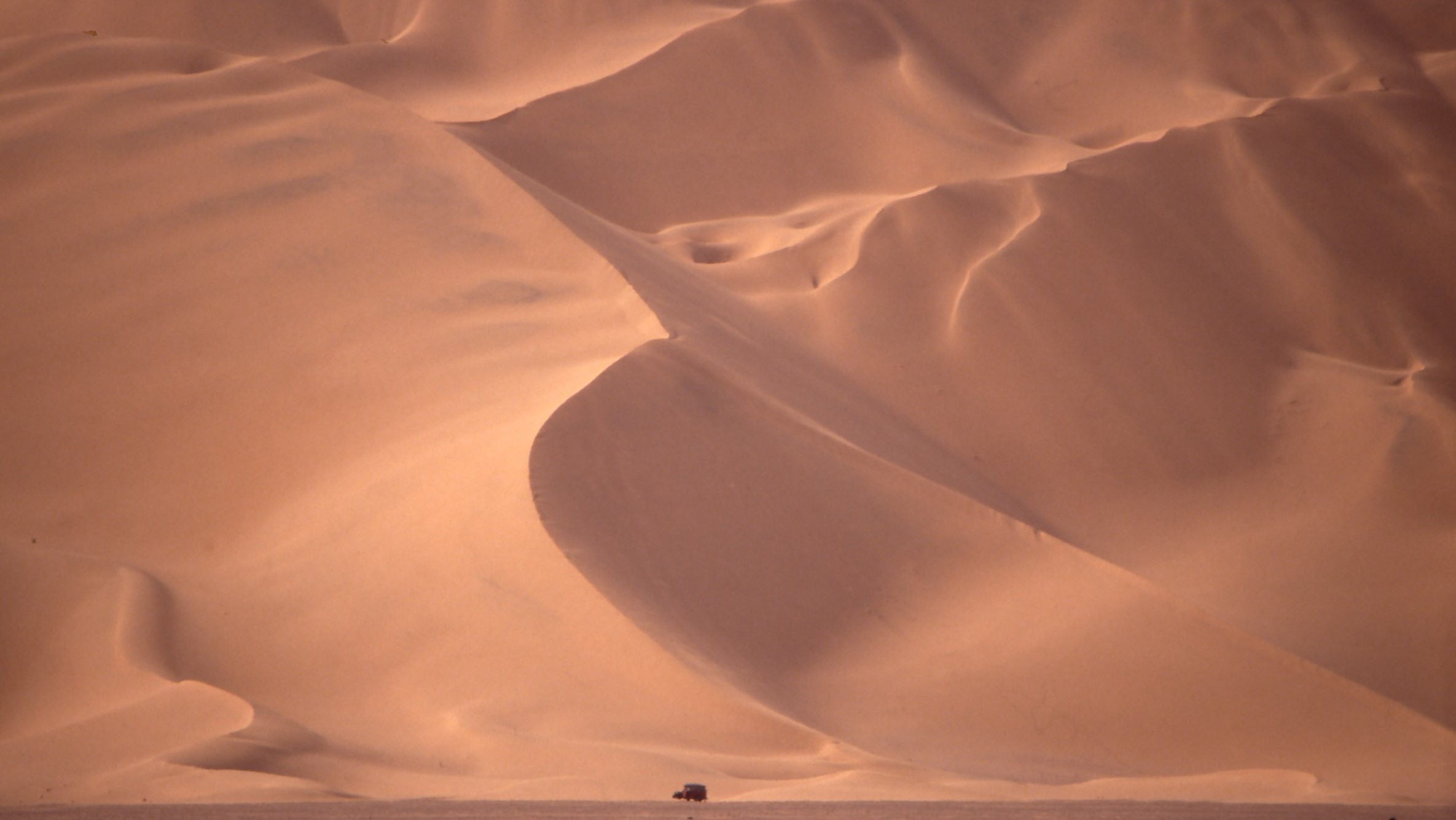
Véhicule en face d'une grande dune du Grand Erg occidental.

Un erg (de l'arabe عِرْق ʿirq) est un désert de dunes, plus précisément un champ de dunes fixes dont seul le sable superficiel est remodelé sans cesse par le vent. Si le mot erg a été adopté dans le langage géographique international, d'autres termes sont utilisés : dans le Sahara, les Touaregs emploient le mot edeyen, les Libyens parlent de ramla ; en Arabie et en Asie centrale, les populations locales les désignent respectivement sous les vocables de nefoud et de koum.
Les ergs occupent environ 20 % de la surface du Sahara. Certains ont commencé à se former au cours du Pléistocène. La plupart se forment dans des cuvettes par accumulation des débris transportés par les oueds. En cas de pluie, ils peuvent accumuler des réserves d'eau et former des zones de pâturages.

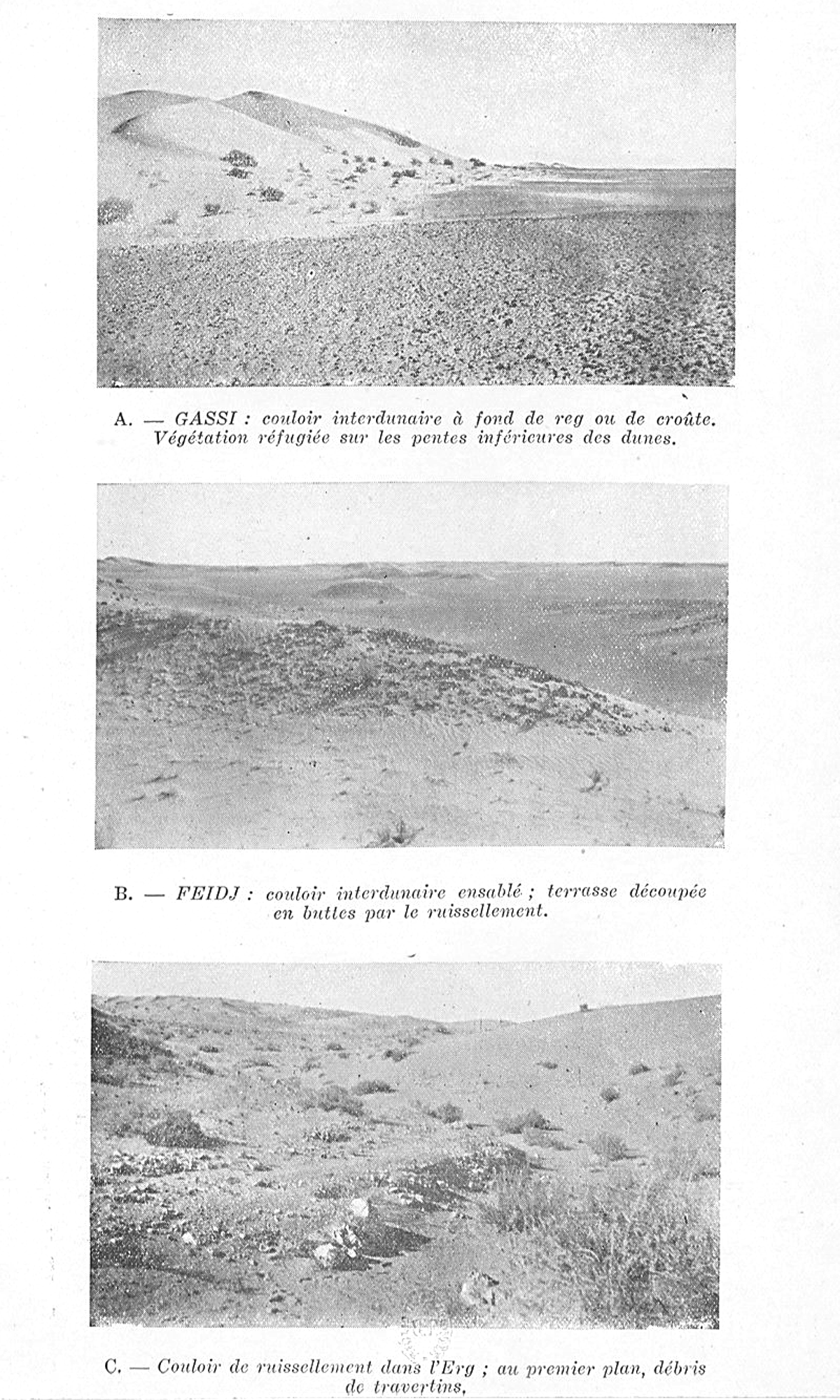
Formes de terrains dans les ergs

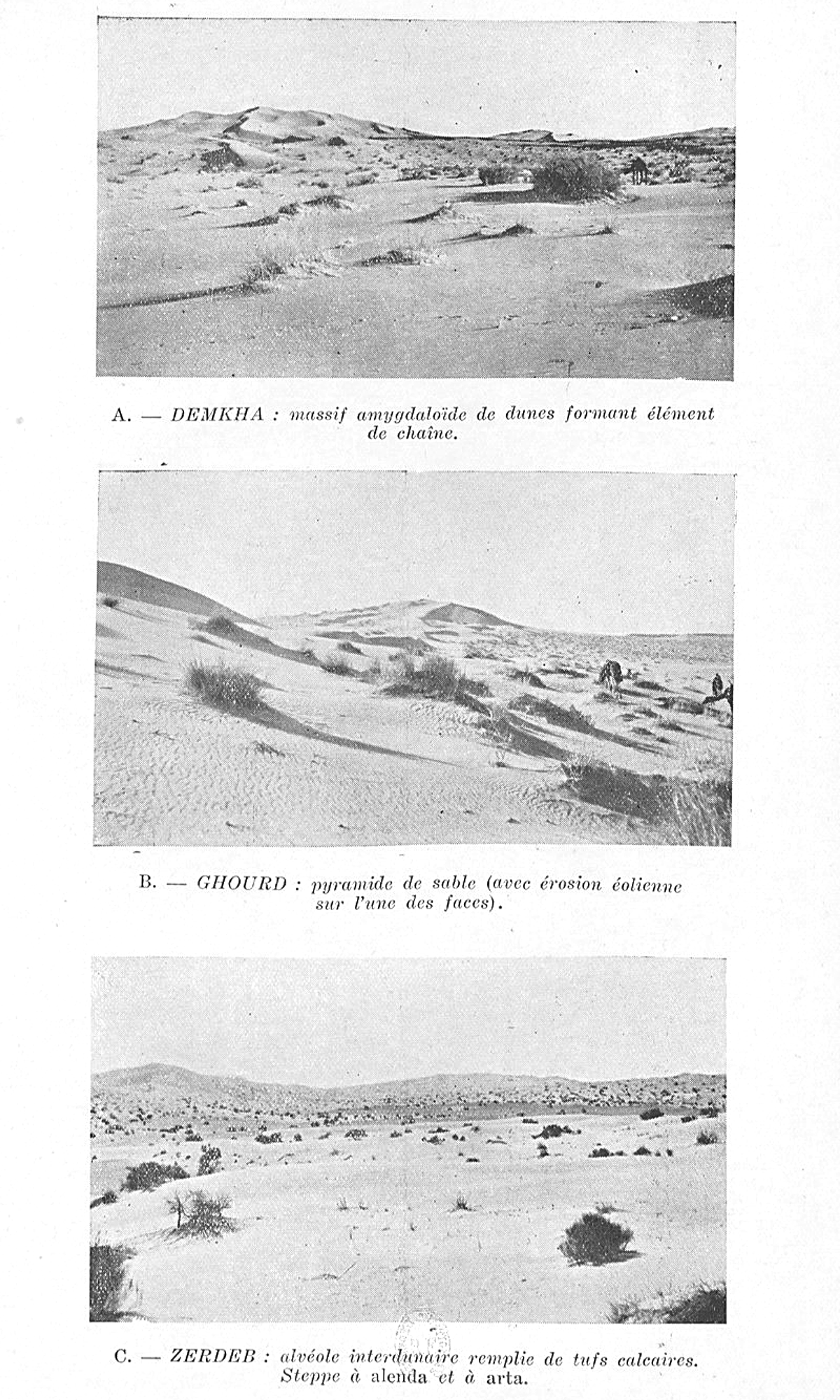
Formes de terrains dans les ergs

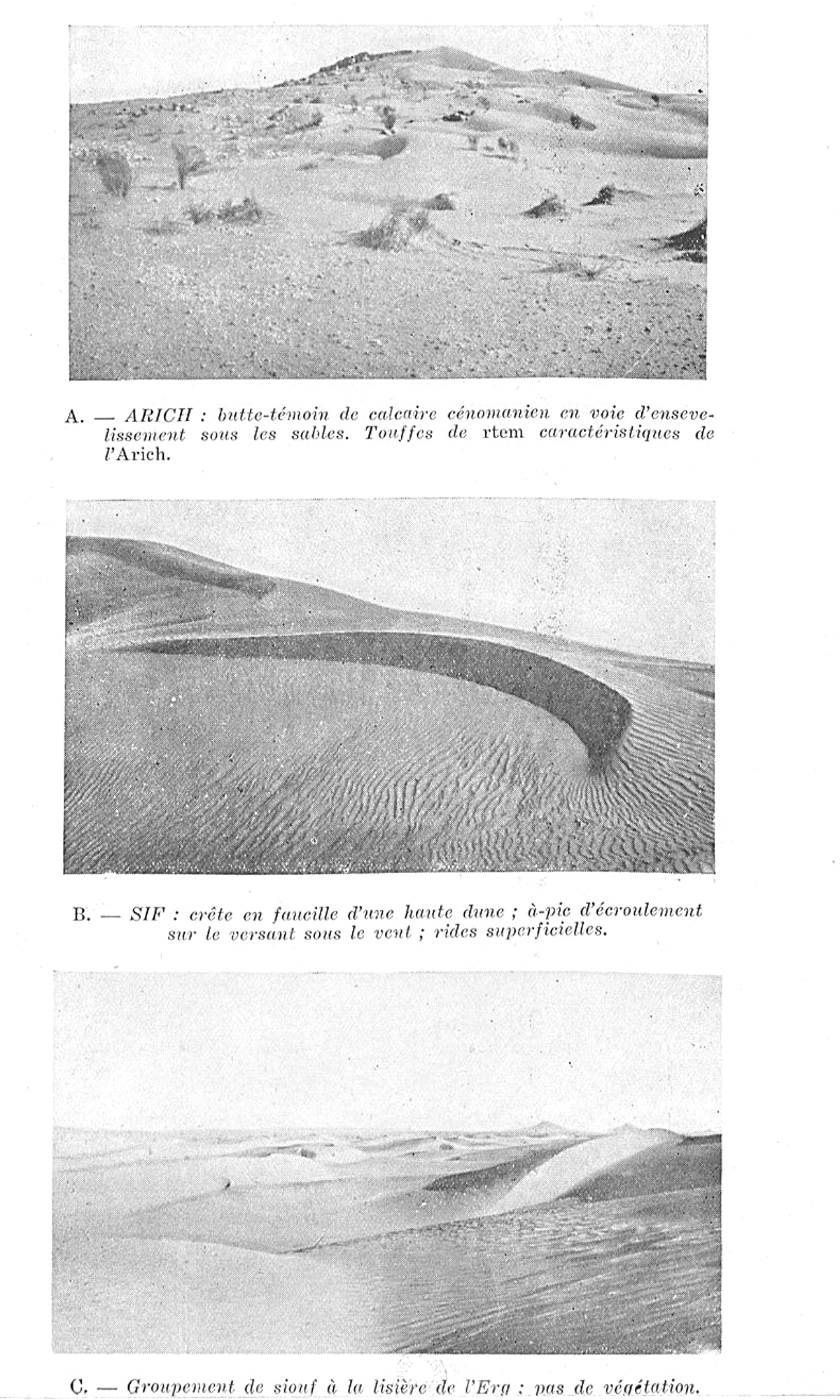
Formes de terrains dans les ergs

## Exemples d'erg
On peut citer l'erg Chebbi, l'erg Chigaga au Maroc, le Grand Erg occidental, le Grand Erg oriental, l'erg Iguidi ou l'erg Chech qui occupent des surfaces considérables en Algérie, et l'erg du Ténéré au Niger. En dehors du Sahara, les déserts du Namib (Namibie) et du Taklamakan (Chine) sont principalement composés d'ergs.

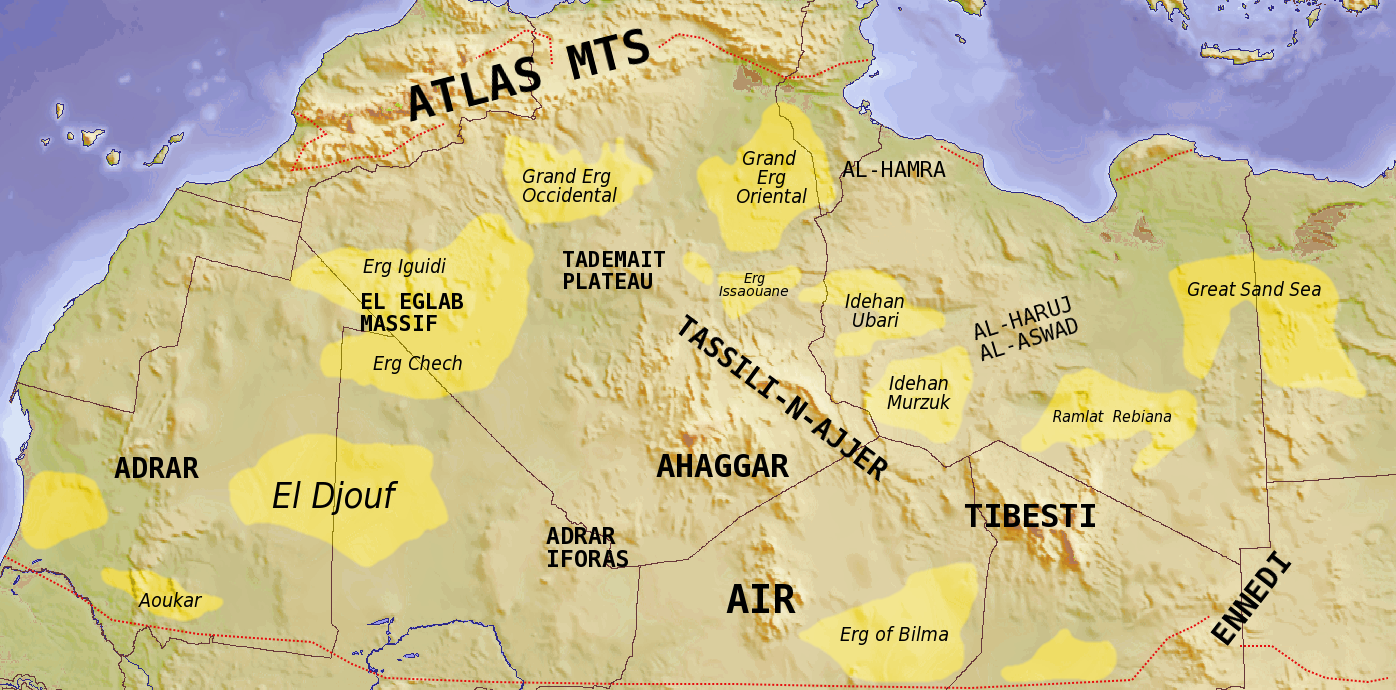
Grands ergs sahariens.

## Patrimoine protégé
L'erg du Namib est entré au patrimoine mondial de l'Unesco depuis le 21 juin 2013,.